# هجليج أنغولي
هجليج أنغولي (الاسم العلمي:Balanites angolensis) هي نوع من النباتات يتبع جنس الهجليج من الفصيلة الرطريطية.